# Die Zeit
Die Zeit (em português: O Tempo) é um jornal semanário alemão de circulação nacional publicado em Hamburgo.

## História

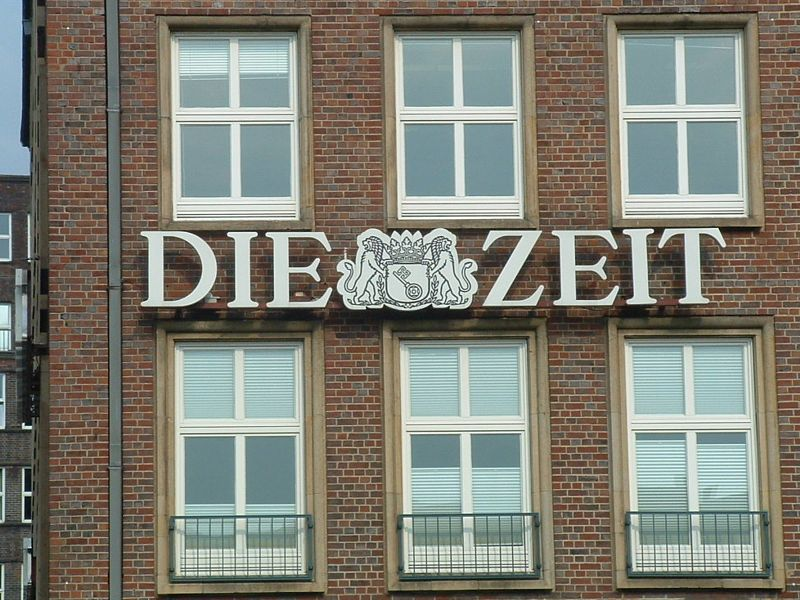
Sede do jornal em Hamburgo.

Fundado em 1946 de Gerd Bucerius, após a Segunda Guerra Mundial com permissão especial dos Aliados, Die Zeit foi publicado pela primeira vez em 21 de fevereiro de 1946 com uma tiragem inicial de 23 mil exemplares. É publicado semanalmente (quinta-feira) pela editora Zeitverlag Gerd Bucerius que pertence desde 1996 ao Grupo Editorial Georg von Holtzbrinck (Verlagsgruppe Georg von Holtzbrinck). Atual editor-chefe é Giovanni di Lorenzo.
O Die Zeit, com sede em Hamburgo, tem uma circulação semanal vendida de mais de 505 000 exemplares (2013). Em 2007 o jornal digitalizou seus artigos impressos desde 1946 e disponibilizou-os gratuitamente na web.
Um dos credos do Die Zeit é a objeção ao jornalismo modista, ao sensacionalismo e aos interesses meramente financeiros. Sua meta continua sendo a ponderação razoável. Uma conduta de defesa de valores morais faz do Die Zeit um jornal de renome internacional, especialmente no que diz respeito às sequelas do passado nazista.

## Editores-chefes
- 1946: Ernst Samhaber
- 1946–1955: Richard Tüngel
- 1957–1968: Josef Müller-Marein
- 1968–1972: Marion Gräfin Dönhoff
- 1973–1992: Theo Sommer
- 1992–1997: Robert Leicht
- 1997–2001: Roger de Weck
- 2001–2004: Josef Joffe e Michael Naumann
- desde 2004: Giovanni di Lorenzo

## Outras publicações
- Zeit Campus, desde 2006, bimensal
- Zeit Wissen, desde 2004, bimensal
- Zeit Geschichte, desde 2005, trimestral
- Zeit Studienführer, anual